# Yuliya Balykina
Yuliya Balykina, née le 12 avril 1984 à Bulgan (Mongolie) et morte le 28 octobre 2015 à Minsk, est une athlète biélorusse, spécialiste du sprint.

## Biographie
Elle participe aux Jeux olympiques de 2012 en prenant part aux épreuves du 100 mètres et du relais 4 x 100 m féminin. 

### Dopage
Après avoir été testée positive au drostanolone en juin 2013, elle est interdite de toute compétition pendant deux ans. 

### Mort
Disparue le 28 octobre 2015, elle est retrouvée morte près de Minsk le 16 novembre 2015. Un ancien petit ami avoue le meurtre peu après.